# Der Schrecksenmeister
Der Schrecksenmeister ist ein Fantasy-Roman von Walter Moers, erschienen im August 2007. Es ist der fünfte der Zamonien-Romane von Walter Moers und eine Überarbeitung der Novelle Spiegel, das Kätzchen von Gottfried Keller. Im Mittelpunkt des Romans steht ein katzenartiges Wesen, das Krätzchen Echo, das sich aus den Klauen des Schrecksenmeisters befreien muss.

## Inhalt
Der Schrecksenmeister spielt in Sledwaya, der ungesundesten Stadt Zamoniens. Dort verliert ein Krätzchen namens Echo seine Besitzerin. („Kratzen“ unterscheiden sich nur dadurch von Katzen, dass sie alle Sprachen aller Lebewesen sprechen sowie zwei Lebern und ein quasi perfektes Gedächtnis besitzen.) Da Echo bei den Bewohnern der Stadt keine Unterstützung findet, droht ihm der Hungertod.
Succubius Eißpin, der von allen gefürchtete Stadtschrecksenmeister und geheime Herrscher über Sledwaya, schlägt ihm einen Pakt vor: Eißpin wird das Krätzchen bis zum nächsten Vollmond mit den raffiniertesten Leckereien mästen und darf es anschließend töten. Der Schrecksenmeister benötigt nämlich das in der Alchemie wertvolle Kratzenfett – welches zum Beispiel ein Perpetuum mobile weitaus besser schmiert als herkömmliches Fett. Er darf es jedoch nur im Einvernehmen mit der betroffenen Kratze entnehmen, wenn es wirksam sein soll. In seiner Not willigt Echo ein.
Der Schrecksenmeister beginnt sogleich, Echo mit den ausgefallensten Leckereien zu mästen und ihn außerdem in sämtliche Geheimnisse der Alchemie einzuweisen, denn wenn er Echos Fett ausgekocht hat, ist in diesem auch sämtliches Wissen von der Kratze enthalten, was diese zu Lebzeiten „eingetrichtert“ bekommen hat. Jedoch hat der Schrecksenmeister nicht mit dem Überlebenswillen und dem Erfindungsreichtum des Krätzchens gerechnet.
Echo schließt sich mit der Schreckse Izanuela zusammen, die, trotz dessen Hass auf Schrecksen, in Eißpin verliebt ist. Sie brauen gemeinsam einen Liebestrank, mit dessen Hilfe Izanuela Eißpins Herz für sich gewinnen und dann Echo aus dessen Klauen befreien will. Echo verabreicht dem Schrecksenmeister heimlich den Trank; dieser merkt davon scheinbar nichts. Als Izanuela in Eißpins Burg erscheint, überhäuft dieser sie mit Liebesschwüren. Als die drei auf dem Dach von Eißpins Haus stehen, bittet Izanuela Eißpin, Echo als Liebesbeweis freizulassen. Eißpin, der den Plan der beiden längst durchschaut hat, stößt jedoch stattdessen Izanuela vom Dach.
Eißpin macht sich nun daran, Echo zu töten und dessen Fett auszukochen. Doch sämtliche Wesen des Schlosses, die Opfer oder Kreationen Eißpins sind, versuchen dies gemeinsam zu verhindern. Um weiterarbeiten zu können, muss Eißpin die Schneeweiße Witwe, ein gefährliches, tödliches Ungeheuer freilassen, mit dem er, wie mit Echo, einen Vertrag geschlossen hat. Eißpin kann die Schneeweiße Witwe nach der Auflösung des Vertrags mit ihr nur davon abhalten, ihn und Echo zu töten, weil auch diese sich in ihn verliebt hat.
Eißpin begibt sich schließlich wieder an seine Arbeit, wird jedoch abermals gestört, diesmal von den lebendigen Baum-Behausungen der Schrecksen von Sledwaya, die, unter der Führung von Izanuelas Haus, das Schloss angreifen. Während diese Eißpins Schloss zertrümmern, gelingt es Echo, sich Eißpins Griff zu entreißen, und springt aus dem Fenster. Er wird von den Ledermäusen, die in Eißpins Schloss leben, vor dem Aufprall abgefangen. Die Ledermäuse lassen ihn aber (mit dem charakteristischen Ausspruch: „Niemand versteht die Ledermäuse“) aus einer noch größeren Höhe abermals fallen. Diesmal wird er von seinem Freund, dem Schuhu Fjodor F. Fjodor, den er im Laufe seiner Zeit in Eißpins Burg kennengelernt hat, errettet.
Am Schluss betrachtet Echo die Zamonische Wildnis und ist entschlossen, Sledwaya zu verlassen und „das Wunder der Liebe“ zu suchen.

## Figuren
- Echo, das Krätzchen
- Succubius Eißpin, Schrecksenmeister
- Vlad, der Erste – Zweitausendvierhundertachtunddreißigste, Ledermäuse
- Izanuela Anazazi, Schreckse
- Fjodor F. Fjodor, Einäugiger Schuhu
- ein Gekochtes Gespenst
- die Schneeweiße Witwe
- das Goldene Eichhörnchen
- eine Unke
- Gnorkx, der Gott der Dämonenbienen
- Floria von Eisenstadt (Ex-Frauchen von Echo, Geliebte von Eißpin, der Grund, warum Echo sterben muss)

## Form

### Intertextualität und Namensgebung
Der Schrecksenmeister stellt eine Bearbeitung der Novelle Spiegel, das Kätzchen von Gottfried Keller dar, der unter dem bereits aus der Stadt der träumenden Bücher bekannten Anagramm Gofid Letterkerl als ursprünglicher Autor genannt wird. Aus Kellers Seldwyla wird ferner Sledwaya, und aus dem Hexenmeister Pineiß der Schrecksenmeister Eißpin. Aus Spiegel dem Kätzchen wird Echo das Krätzchen. Während in Kellers Roman der Name des Kätzchens noch auf eine visuelle Verdopplung ("Spiegel") hinwies, ist bei Moers der Name des Krätzchens eine akustische Verdopplung ("Echo").
Im Gegensatz zu dem Kätzchen in Kellers Novelle ist das Krätzchen allerdings ein eher unselbständiges Wesen, das die Mithilfe anderer Geschöpfe benötigt, um sich aus seiner Lage zu befreien. Statt des Kätzchens steht bei Moers sein Gegenspieler, der Schrecksenmeister, im Mittelpunkt.

### Autor und Erzähler
Moers spielt mehrfach mit dem Konzept von Autorenschaft. Laut Deckblatt ist Der Schrecksenmeister ein Märchen vom zamonischen Autor Gofid Letterkerl, das wiederum vom zamonischen Dichter Hildegunst von Mythenmetz nacherzählt wird. Wie auch schon in Ensel und Krete und Die Stadt der Träumenden Bücher wird der Eindruck erweckt, dass Moers ausschließlich der Übersetzer des Romans ins Deutsche ist. Dies wird in Der Schrecksenmeister noch weiter parodistisch durch zwei Nachworte auf die Spitze getrieben: Im ersten Nachwort erklärt der "Autor" Hildegunst von Mythenmetz, dass er das zamonische Original an die heutige Zeit anpassen musste, es ergänzt und ins Neuzamonische übertragen hat. Im zweiten Nachwort wiederum erläutert der "Übersetzer" Moers, dass er das Buch um die umfangreichen Abschweifungen von Mythenmetz kürzen musste. Der reale Autor Moers muss vom fiktiven Übersetzer unterschieden werden: Moers inszeniert sich als Übersetzer, der sich wiederum hinter dem eigentlichen "Autor" Letterkerl und dem "Nacherzähler" Mythenmetz versteckt.

### Motive
Der Roman wird auf der Titelseite als ein kulinarisches Märchen beschrieben. Kochen, Essen, Trinken und verwandte Tätigkeiten spielen schon in der Originalvorlage von Keller eine große Rolle. In Moers' Roman wird dies noch durch Anspielungen auf die Alchemie ergänzt.

## Rezeption
Der Schrecksenmeister war neun Wochen auf der Bestsellerliste des Spiegel und erreichte dort den vierten Platz. Der Roman wurde freundlich, aber nicht überschwänglich von der Kritik aufgenommen.
Der Roman wurde in verschiedene Sprachen übersetzt, unter anderem ins Englische, Französische, Italienische, Spanische und Koreanische. Im Verlag Hörbuch Hamburg ist die ungekürzte Ausgabe als Hörbuch erschienen; Sprecher ist Andreas Fröhlich.

### Textausgaben
- Der Schrecksenmeister, Piper-Verlag, München 2007, ISBN 3-492-04937-0. Gebundene Ausgabe
- Der Schrecksenmeister, Piper-Verlag, München 2009, ISBN 978-3-492-25377-2. Taschenbuch

### Hörbuch
- Der Schrecksenmeister, HörbucHHamburg 2008, ISBN 3-89903-407-4.

### Sekundärliteratur
- Gerrit Lembke: »Leichenfledderer sind wir alle.« Die Palimpseststruktur in Walter Moers’ Der Schrecksenmeister. In: Gerrit Lembke (Hrsg.): Walter Moers' Zamonien-Romane. Vermessungen eines fiktionalen Kontinents. V&R unipress, Göttingen 2011, S. 305–326.
- Katja Pawlik: Von Atlantis bis Zamonien, von Menippos bis Moers: Die Zamonien-Romane Walter Moers’ im Kontext der menippeischen Satire. Königshausen & Neumann, Würzburg 2016, ISBN 978-3-8260-5899-8.
- Mareike Wegner: »Wissen ist Nacht!«. Parodistische Verfahren in Walter Moers‘ Zamonien-Romanen und in Wilde Reise durch die Nacht. Aisthesis Verlag, Bielefeld 2016, ISBN 978-3-8498-1137-2.